# Bojtorján (keresztnév)
A Bojtorján magyar eredetű férfinév, jelentése: bojtorján (növény).

## Gyakorisága
Az 1990-es években szórványos név, a 2000-es években nem szerepel a 100 leggyakoribb férfinév között.

## Névnapok
Ajánlott névnap:
- április 24.[2]
- december 20.[2]